# Ingrid Rögnvaldsdotter
Ingrid Rögnvalsdotter princesse suédoise morte après 1161.

## Origine
Ingrid Rögnvalsdotter était la fille du prince Rögnvald, fils du roi Inge Ier l'Ancien de Suède que l'on peut  identifier sans certitude avec le roi Ragnvald Ier de Suède.
Hormis ses mariages les sagas ne donnent que peu d'information sur sa vie mais les enfants nés de ses multiples unions jouèrent des rôles importants dans l'histoire des pays scandinaves au XIIe siècle.
Elle meurt après 1161 et elle est mentionnée cette année là une dernière fois dans l'Heimskringla de Snorri Sturluson au début du règne de Magnus Erlingson lorsqu'elle se rend au Danemark avec le jeune roi et son père Erling Skakke, après que son dernier époux, Arne Ivarsson de Stårheim, eut décliné le trône pour leurs enfants, les « frères » du roi Inge Ier de Norvège.

## Unions et postérité
Ingrid épousa successivement:
1) le prince Henrik Svendsen Skadelår  tué le 4 juin 1134.
- Magnus II de Suède, roi mort en 1161

- Rögnvald, jarl en Suède, tué en 1161

- Knud Henriksen, duc de Jutland-du-Sud, mort le 12 mars 1162

- Buris Henriksen, duc de Jutland-du-Sud, tué en 1167

- Johann, jarl en Suède, tué en 1161

2) Le roi Harald IV de Norvège tué le 14 décembre 1136.
- Inge Ier de Norvège

3) Ottar Birtting, noble norvégien tué en 1146/1147
- Inge

4) Ivar Sneis, noble norvégien (liaison)
- Orm Ivarsson Kongbroder, un partisan des rois Inge Ier de Norvège et Magnus V de Norvège pendant la guerre civile

5) Arne Ivarsson Kongsmag de Stårheim, noble norvégien mort après 1161
- Nicolas Arnesson, évêque de Stavanger puis d'Oslo de 1190 à  sa mort le 7 novembre 1225, chef du parti des Baglers, ennemi acharné du roi Sverre Sigurdsson et de sa famille.

- Philippe d'Herdla, tué en 1180 en luttant contre Sverre Sigurdsson

- Margaret, épouse de Bjorn Buk, puis de Simon Kaaresson ; mère de Philippe Simmonsson, 3e roi des Baglers en 1207, mort en 1217, époux en  1208 de Christine Sverresdatter

## Sources
- (no) Nils Petter Thuesen, « Ingerid Ragnvaldsdatter », Norsk biografisk leksikon, consulté le 5 octobre 2013.
- Heimskringla de Snorri Sturluson
  - (en) Sagas of the Norse Kings,  Everyman's Library: Livre XIV  « Magnus the Blind and Harald Gille » p. 330-340.
  - (en) Sagas of the Norse Kings,  Everyman's Library: Livre XV  « The sons of Harald » p. 341-372.
  - (en) Sagas of the Norse Kings,  Everyman's Library: Livre XVI « Hakon the Broad-Shouldered  » p. 373-391.
- (en) Philip Line Kingship and state formation in Sweden, 1130-1290.Library of Congres 2007  (ISBN 9789004155787) « Prosopography » p. 592